# Elena (película)
Elena es una película de género drama dirigida por Andréi Zviáguintsev y estrenada en 2011. Está protagonizada por Nadezhda Márkina y Andréi Smirnov.

## Reparto
- Nadezhda Márkina
- Elena Lyádova
- Alekséi Rozin
- Andréi Smirnov
- Evguéniya Kónushkina
- Vasili Michkov
- Alekséi Maslodúdov
- Iván Mulin

## Lanzamiento
Calificación por edades
Tras su producción, la película fue calificada no recomendada para menores de doce años. 
Estreno
La fecha de su estreno  en España fue 20/07/2012